# Michel Tardieu (journaliste)
Pour les articles homonymes, voir Michel Tardieu.
Michel Tardieu, né le 17 août 1935 à Paris 6e et mort le 23 janvier 2008 à Rocquencourt, est un journaliste et homme d'affaires français.
Après des études de droit et de journalisme, ce fils d'antiquaire débute en 1961 à La Vie française. En 1967, il est recruté à L’Express par Jean-Jacques Servan-Schreiber et Françoise Giroud. En 1972, il entre aux Échos comme rédacteur en chef. En 1976, il passe au Nouvel Économiste, où il restera 15 ans le directeur de la rédaction. Un de ses journalistes, lui rendant hommage dans ce journal à sa mort en 2008, le décrit comme ayant « un caractère épouvantable » lié à sa timidité, et ayant « du mal à trouver le juste équilibre entre le mutisme et la brutalité », mais aussi un « affectif », « sensible » et couvrant ses journalistes.
Michel Tardieu est par ailleurs l'un des premiers chroniqueurs boursiers de la télévision, de la fin des années 1960 au milieu des années 1970.
En 1991, il quitte le journalisme et part au groupe Bouygues comme responsable de la communication. Il est ensuite directeur délégué de l'Institut de l'entreprise, dont le président était Didier Pineau-Valencienne et le vice-président Ernest-Antoine Seillière, et administrateur délégué du groupe immobilier Pelloux.

## Œuvres
- L’Argent, 1985, éditions Fayard (présentation).  (ISBN 978-2213015248)
- Mémoires d’actualité, autobiographie, éditions Flammarion, mai 2003. (ISBN 978-2080683649)